# Суракарта
Сурака́рта (индон. Surakarta, яв. ꦯꦸꦫꦏꦂꦠ / سوراكارتا / Surakarta; традиционное неофициальное название Со́ло (индон. Solo, яв. ꦏꦶꦛ ꦱꦭ / Kitha Sálá)) — индонезийский город в провинции Центральная Ява на реке Соло.
Город находится в 600 км от Джакарты, является культурным и религиозным центром. Народные ремесла: изготовление батика, кукол ваянга, кожаных изделий (абажуры и т.п.). Университет Чакроаминото и Университет 11 марта. Древний центр яванской культуры, оплот прияи, главный город спиритических и оккультных наук — Братство белой магии Сумарах. Академия музыки и танца, консерватория . Местной достопримечательностью является исторический дворец местных монархов — сусухунанов, называющийся, как и другие укреплённые резиденции яванских правителей, кратон. Датой основания современного города считается перенос кратона Матарама из Картасуры в Суракарту 17 февраля 1745 г. (отмечается как День города).
В честь Суракарты получила своё название настольная игра шашечного типа. При этом вопрос о связи происхождения этой игры с городом остаётся дискуссионным.

## История
После смерти последнего правителя султаната Демак, первого мусульманского султаната Явы последовал период междоусобных войн. Победителем стал зять последнего султана, Джоко Тингкир, также известный как султан Хадивиджая, который перенёс столицу султаната в Паджанг, расположенный в 8-ми милях от современной Суракарты. Джоко Тингкир был убит в результате дворцового переворота своим приёмным сыном, Сутавиджаей, который унаследовал трон и перенёс столицу на территорию современного округа Джокьякарта и основал правящую династию султаната Матарам.

### Пакубувоно II
Вплоть до 1744 года, Соло был небольшой деревней, находившейся в 10 км к востоку от Картасуры — столицы султаната Матарам. В 1744 году двор султана Матарама был разграблен. В результате султан Матарама, Пакубовоно II перенёс столицу в Суракарту, как более безопасное место на берега реки Кали. 18 февраля 1745 года считается официальным днём основания города.
Несмотря на перенос столицы, упадок султаната продолжился, в 1757 году султанат Матарам был разделён на два государства: султанат Суракарта (северная часть) и султанат Джокьякарта (южная часть). Разделение стало успехом голландской политики «разделяй и властвуй». Двор султана Соло прекратил борьбу и направил свою энергию на развитие искусства, соревнуясь с султанатом Джокьякарта.
На начало XX столетия, Суракарта — туземное, вассальное нидерландское государство (резидентство).

### Борьба за независимость
После провозглашения Декларации о независимости Индонезии, правители Суракарты поддержали вхождение султаната в состав Индонезии. В ответ на эту поддержку президент Индонезии Сукарно объявил Суракарту регионом с особым статусом. В октябре 1945 года в Суракарте началось антимонархическое движение. Одним из его лидеров стал Тан Малака, член коммунистической партии Индонезии. Целью коммунистов была ликвидация всех монархий на территории региона. 17 октября 1945 года был похищен и убит визирь султаната Кауснанан Сосродининграт. В марте 1946 был похищен и убит визирь Юдонагоро и 9 других чиновников султаната.
26 июня 1946 года повстанцами был похищен премьер-министр Индонезии Сутан Шарир. В ответ 1 июля 1946 года по приказу президента Сукарно было арестовано 14 гражданских лидеров повстанческого движения, включая Тана Малаку. 2 июля 1946 года были освобождены вооружёнными подразделениями мятежников по руководством генерала-майора Сударсоно. 3 июля 1946 года генерал-майор и его группа были арестованы президентской гвардией. Шарир был освобождён.
С 1945 по 1948 год Королевская армия Нидерландов оккупировала большую часть Явы. В декабре 1948 года голландцы захватили Джокьякарту и Суракарту. Индонезийская армия отступила. Голландцы объявили о поражении республиканских сил. В ответ индонезийская армия совершила марш-бросок и 7 августа 1949 года в течение нескольких часов освободила Суракарту.

## Физико-географическая характеристика
Суракарта расположена на практически плоской равнине. Средняя высота над уровнем моря — 105 м  (высота центра города — около 95 м над уровнем моря). Площадь города — 44,1 км² (0,14 % площади Центральной Явы). Город расположен в 65 км к северо-востоку от Джокьякарты и в 100 км к юго-востоку от Семаранга. Восточная часть города граничит с рекой Соло, самой длинной на Яве.
Город окружён горами Мербабу и Мерапи (высотой 3151 м) на западе и горой Лаву (высотой 3151 м) на востоке.
Климат
Согласно классификации климатов Кёппена Суракарта расположена в зоне тропического муссонного климата. Для Суракарты характерен длинный муссонный сезон с октября по июнь и относительно короткий сухой сезон — с июля по сентябрь. Годовая норма осадков — 2200 мм. Наибольшее количество осадков выпадает в декабре, январе и феврале. Среднегодовая температура — 30 °C.

## Достопримечательности
- Музей художника Дуллаха